# Lusiana
Lusiana är en ort och var en kommun i provinsen Vicenza i regionen Veneto i Italien. Kommunen upphörde den 20 februari 2019 och bildade tillsammans med Conco den nya kommunen Lusiana Conco. Den tidigare kommunen hade 2 563 invånare (2018).